# Enajsta egipčanska dinastija
Enajsta egipčanska dinastija je dobro dokazana skupina egipčanskih faraonov. Zgodnji člani dinastije pred Mentuhotepom II. se skupaj s štirimi člani prejšnjih dinastij štejejo v Prvo vmesno obdobje Egipta, kasnejši pa v Srednje kraljestvo. Vladali so iz Teb v Gornjem Egiptu.
Relativna kronologija Enajste dinastije je zaradi zanesljivih primarnih virov dobro določena. Izjemi sta faraona Intef in Mentuhotep IV. s Torinskega seznama kraljev.
| Faraon                    | Horovo ime       | Vladanje             | Pokop          | Soproga                                                  | Komentar |
| ------------------------- | ---------------- | -------------------- | -------------- | -------------------------------------------------------- | --- |
| Intef starejši            |                  |                      |                |                                                          | Iri-pat, »grof«, verjetno ista oseba kot »Intef, sin Ikuja«, tebanski nomarh, ki je služil neznanemu kralju. |
| Mentuhotep I.             | Tepja            | 2134 pr. n. št.– ?   |                | Neferu I.                                                | Tepi-a, »prednik«.                                                                                           |
| Intef I.                  | Sehertavi        | ?–2118 pr. n. št.    | At Tarif, Tebe |                                                          | Sin Mentuhotepa I.                                                                                           |
| Intef II.                 | Vahankh          | 2118–2069 pr. n. št. | At Tarif, Tebe |                                                          | Brat Intefa I.                                                                                               |
| Intef III.                | Nakhtnebtepnefer | 2069–2061 pr. n. št. | At Tarif, Tebe | Iah                                                      | Sin Intefa II.                                                                                               |
| Nebhepetre Mentuhotep II. | Smatavi          | 2061–2010 pr. n. št. | Deir el-Bahari | Tem, Neferu II., Ashajet, Henhenet, Kavit, Kemsit, Sadeh | Sin Intefa III. in Iah. Združil Egipt, začetek Srednjega kraljestva.                                         |
| Sankhkare Mentuhotep III. | Sankhtavjef      | 2010–1998 pr. n. št. | Deir el-Bahari |                                                          | Sin Mentuhotepa II. in Tem.                                                                                  |
| Nebtavire Mentuhotep IV.  | Nebtavi          | 1998–1991 pr. n. št. |                |                                                          | Sin kraljice Imi.                                                                                            |

Manetonova trditev, da je bilo v Enajsti dinastiji šestnajst faraonov, ki so vladali 43 let, je neskladna s primarnimi viri in Torinskim seznamom kraljev. Iz slednjega je razvidno, da je bilo v njej  samo sedem vladarjev, ki so vladali 143 let. Manetonova trditev, da so vladali iz Teb, je točna. Med Enajsto dinastije se je Egipt združil v Srednje kraljestvo.
Ustanovitelj dinastije je tebanski nomarh Intef Veliki, sin Ikuja, ki je omenjen v številnih primarnih virih. Prvi uradni vladar Enajste dinastije je bil njegov sin Mentuhotep I. Napis iz obdobja Intefa II. pravi, da je bil prvi v dinastiji, ki je zahteval oblast v celem Egiptu, kar je povzročilo spor med Tebami in vladarji Desete dinastije v Heracleopolisu Magna. Intef je organiziral več vojnih pohodov proti severu in osvojil pomemben Abidoški nom.
Vojne med tebanskimi in herakleopolskimi dinasti so se prekinitvami nadaljevale do 14. vladarskega leta Nebhepetre Mentuhotepa II. Heracleopolis je bil takrat dokončno poražen in Mentuhotep je lahko začel utrjevati svojo oblast. Vladarji Enajste dinastije so ponovno vsilili svojo oblast sosedom v Afriki in na Bližnjem vzhodu. Mentuhotep II. je obnovil ekspedicije v Fenicijo, da bi prišel do dragocenega cedrovega lesa. Sankhkara Mentuhotep III.  je iz Koptosa poslal na jug odpravo v Punt.
Vladavina zadnjega vladarja Enajste dinastije je skrivnosten. Primarni dokumenti pričajo o »sedmih praznih letih« po smrti Mentuhotepa III., ki ustrezajo vladavini Nebtavira  Mentuhotepa IV. Sodobni znanstveniki enačijo njegovega vezirja Amenemheta s faraonom Amenemhetom I., ustanoviteljem Dvanajste dinastije. Vse kaže, da je na oblast prišel z državnim udarom. Edina podrobnost iz vladavine  Mentuhotepa IV. je, da je bil njegov vezir Amenemhet v kamnolomu Vadi Hammamatu priča dveh pomembnih zlih znamenj.